# Anna Maria Ortese
Anna Maria Ortese (Roma, 13 giugno 1914 – Rapallo, 9 marzo 1998) è stata una scrittrice italiana.
Ha ricevuto il Premio Strega per il suo romanzo più noto al grande pubblico, Poveri e semplici, e il Premio Viareggio.

## Biografia
(Anna Maria Ortese, Corpo celeste)

### Infanzia e giovinezza
Anna Maria Ortese nacque a Roma il 13 giugno 1914, figlia di Oreste (1883-1953), un funzionario prefettizio nato a Caltanissetta da madre calabrese e padre barcellonese (il cognome originario era Ortez), e di Beatrice Vaccà (1881-1951), benestante nata a Napoli dalla madre partenopea e il padre carrarese, discendente di scultori originari della Lunigiana.
La scrittrice aveva cinque fratelli e una sorella: Raffaele (1908-1999), Maria (1910-1993), con la quale convivrà per tutta la vita, Giuseppe (nato e morto nel 1911), Emanuele (1912-1933), il gemello Antonio (1914-1940) e Francesco (1920-1998).
Nel 1915, con l'entrata dell'Italia nella prima guerra mondiale, il padre è richiamato nell'esercito e la moglie, i figli e la nonna materna lasciano Roma e si trasferiscono dapprima in Puglia e poi in Campania, a Portici.
Nel 1919, alla fine del conflitto, la famiglia si riunisce a Potenza, nuova sede di lavoro del padre, ove soggiorna fino al 1924. Qui Ortese frequenta le prime classi della scuola elementare, che prosegue poi nell'allora Libia italiana, dove la famiglia risiede dal 1925 al 1928, anno del loro rientro definitivo in Italia, quando si stabiliscono a Napoli. Nel capoluogo campano, la scrittrice frequenta per un breve periodo un istituto commerciale; i suoi studi sono però irregolari e la sua formazione è soprattutto quella di un'autodidatta.
Nel gennaio del 1933 muore il fratello marinaio Emanuele, cadendo da un'altezza mentre sistemava le vele di un'imbarcazione presso cui era impiegato, in Martinica. La perdita dell'amato fratello le lascia un dolore cupo, uno smarrimento che la spinge a scrivere. Pubblica infatti dopo alcuni mesi, sulla rivista L'Italia letteraria, alcune poesie che le valgono qualche elogio e il primo incoraggiamento a dedicarsi pienamente alla scrittura. 
L'anno successivo, sempre per la stessa rivista, scrive il suo primo racconto, Pellerossa, dove, come dichiara l'autrice stessa, «è adombrato un tema fondamentale della mia vita: lo sgomento delle grandi masse umane, della civiltà senza più spazi e innocenza, dei grandi recinti dove saranno condotti gli uomini comuni». Nel 1937 l'editore Bompiani, dietro consiglio di Massimo Bontempelli, le pubblica la raccolta di racconti Angelici dolori, accolta con favore, ma anche con riserve (soprattutto da parte di Enrico Falqui e Giancarlo Vigorelli).
Sempre nel 1937, un altro grave lutto colpisce la scrittrice: muore in Albania il fratello gemello Antonio, marinaio (Tenente di Vascello) come Emanuele, pugnalato in circostanze non del tutto chiare dal suo attendente.
Dal 1938, insieme alla famiglia, la giovane Ortese incomincia a spostarsi in varie città dell'Italia centro-settentrionale: Firenze, Trieste e Venezia, dove trova un impiego come correttrice di bozze al Gazzettino. Nel 1939 si reca a Trieste e partecipa ai Littoriali Femminili, vincendoli: ciò le consente di collaborare con importanti riviste come Belvedere, L'Ateneo veneto, Il Mattino, Il Messaggero e Il Corriere della sera.

### Anna Maria Ortese e Napoli
(Anna Maria Ortese, L’Infanta sepolta, Adelphi, Milano 1994, p. 17.)
Nel 1945 ritorna a Napoli ed in questa città, per lei quasi magica, l'ispirazione e l'immaginazione della scrittrice trovano presto un correlativo oggettivo per manifestarsi appieno.
Nel dopoguerra collabora attivamente alla rivista culturale Sud, diretta da Pasquale Prunas e che vede le firme, oltreché sua, d'intellettuali, letterati ed artisti meridionali come Luigi Compagnone, Raffaele La Capria, Giuseppe Patroni Griffi, Rocco Scotellaro, Ennio Mastrostefano, Tommaso Giglio, Domenico Rea, Francesco Rosi ed altri.
Nel 1950 viene pubblicato il suo secondo libro di racconti, L'Infanta sepolta, e nel 1953 la raccolta di novelle Il mare non bagna Napoli, alla quale viene assegnato il Premio speciale per la narrativa all'edizione 1953 del Premio Viareggio.
Caratterizzata da un pervasivo senso di disperazione e di rovina, in cui i vari brani della raccolta rievocavano le difficili condizioni della Napoli dell'immediato secondo dopoguerra, Il mare non bagna Napoli suscitò da subito delle fortissime reazioni in città, specie l'ultimo racconto, Il silenzio della ragione, in cui l'autrice mise alla berlina l'ambiente letterario ed intellettuale napoletano (da lei stessa tra l'altro vivamente frequentato), ritraendovi molto causticamente gioie e soprattutto miserie delle personalità culturali cittadine messesi allora più in vista (facendovi candidamente riferimento, oltretutto, per nome e cognome), cosa che la portò infine a troncare drasticamente i rapporti con quasi tutti i vecchi sodali di Sud e ad abbandonare la stessa Napoli, quantomeno fisicamente, visto che la città non cesserà mai di ritornare al centro della sua opera, come testimonieranno due libri scritti molti anni più tardi: Il porto di Toledo (1975) e Il Cardillo addolorato (1993).
Dopo la pubblicazione della raccolta, inizia dunque per la scrittrice un periodo molto sofferto e problematico, caratterizzatosi dall'emarginazione e dallo strisciante ostracismo culturale riservatole a causa delle sue posizioni sempre più critiche nei confronti del mondo intellettuale e culturale dell'Italia dell'epoca.

### Milano
La Ortese riprende a viaggiare sia in Italia sia all'estero (Londra, Mosca), scrivendo reportage. In uno dei suoi trasferimenti a Milano scrive alcuni reportage che sono raccolti e pubblicati nel 1958 dalla casa editrice Laterza con il titolo Silenzio a Milano.
Nel 1963 scrive L'iguana, romanzo pubblicato dalla Vallecchi due anni dopo.
Di nuovo a Milano, nel 1967, pubblica Poveri e semplici, che vince nello stesso anno il Premio Strega. Il libro avrà un seguito ne Il cappello piumato (1979).
Tra il 1967 e il 1969 va collocata la stesura del testo teatrale Il vento passa.
Anna Maria Ortese, nonostante il suo carattere individualista, ha a cuore la comunità, ma reagisce a suo modo, rifugiandosi nei ricordi dei primi racconti, e così le ritorna alla mente l'adolescenza, la Napoli che non aveva capito o veduto, tutt'altro che letteraria o angelica. La situazione non felice della città e della famiglia, la madre impazzita, la tragica morte dei fratelli e gli eventi grandiosi e disgreganti delle due guerre mondiali, sono all'origine de Il porto di Toledo, pubblicato nel 1975 da Rizzoli. La prima edizione del libro, per disavventure editoriali, viene portata al macero, ma la scrittrice con grande ostinazione e abnegazione continuerà a lavorarci fino alla fine dei suoi giorni.

### Gli ultimi anni
Nel 1975 si trasferisce con la sorella a Rapallo, in provincia di Genova, dove rimane fino alla morte.
A partire dagli anni ottanta, avvia una fitta corrispondenza con Beppe Costa che la spinge a pubblicare prima Il treno russo, con il quale viene premiata a Rapallo, e successivamente Estivi terrori.
Versante in una situazione economica tutt'altro che rosea, riesce ad usufruire della Legge Bacchelli, grazie alla raccolta di firme e interventi presso la Presidenza del Consiglio dei ministri organizzata dallo stesso Costa insieme a Dario Bellezza e alla giornalista Adele Cambria.
Lo stesso Costa la convince ad accettare la proposta del direttore della casa editrice Adelphi, Roberto Calasso, di ristampare le sue vecchie opere. Tra queste L'iguana, che nel 1988 viene tradotta in francese da Gallimard, ottenendo un discreto successo anche in Francia. Un suo racconto, In sonno e in veglia, riceve il Premio Procida-Isola di Arturo-Elsa Morante. Riceve anche, nel 1987, il Premio Nazionale Letterario Pisa di narrativa.
Nel corso degli anni novanta vengono pubblicati Il cardillo addolorato (1993), ambientato in una magica Napoli settecentesca, e Alonso e i visionari (1996), nei quali torna a parlare di sé, anche se in modo molto più velato. Nel 1997 la giuria del Campiello le assegna il Premio Speciale alla carriera.

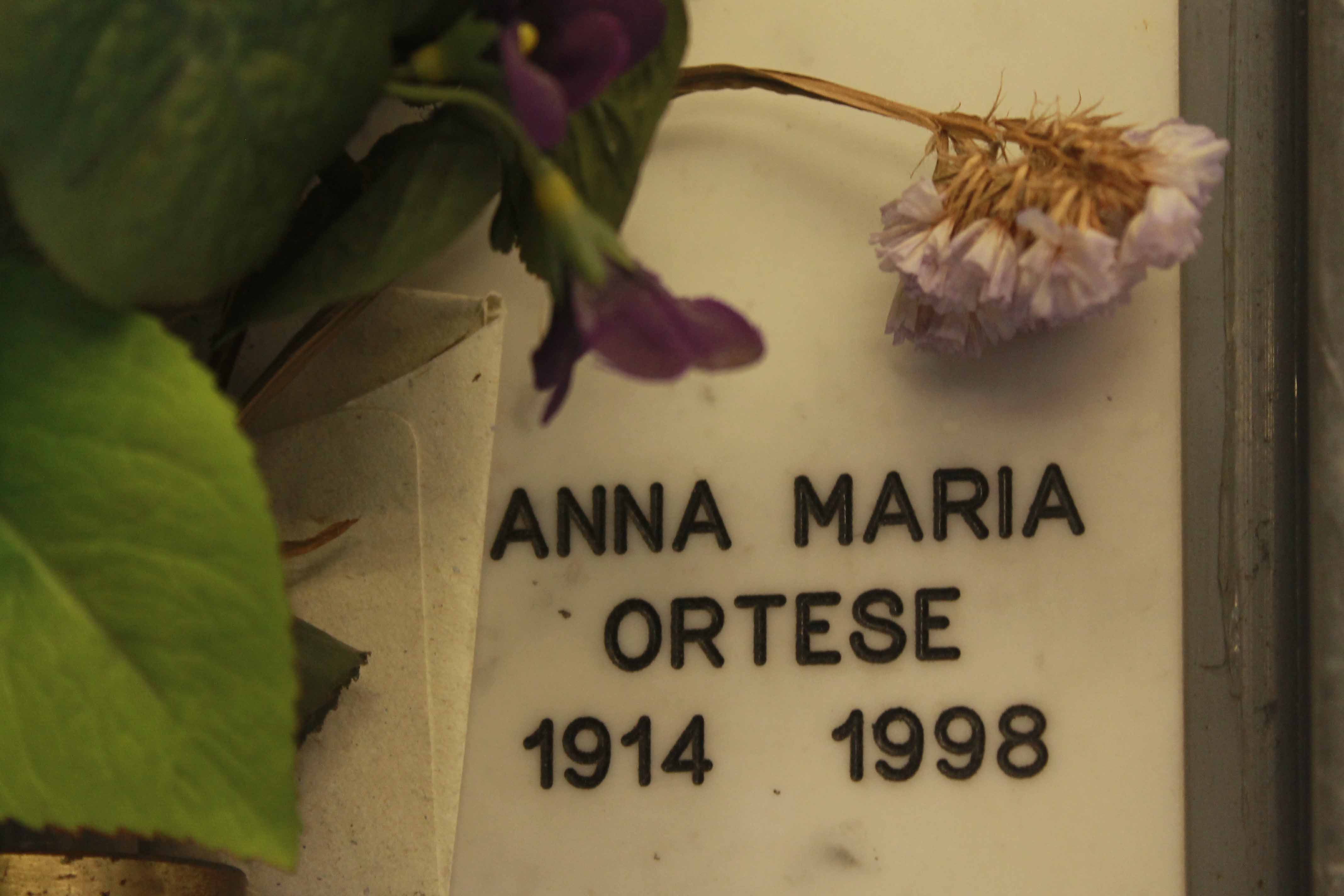
Genova, cimitero monumentale di Staglieno, tomba di Anna Maria Ortese.

Il 12 gennaio 1997 viene pubblicato un suo appello su Il Giornale, in cui chiede l'assoluzione per il criminale di guerra nazista Erich Priebke, proprio in quei giorni in attesa d'esser sottoposto ad un nuovo processo per le sue responsabilità nell'eccidio delle Fosse Ardeatine, scatenando un'accesissima polemica a cui, tra gli altri, parteciperanno intellettuali e scrittori come Carlo Bo, Erri De Luca e Cesare Segre.
Presso la casa editrice Empiria escono due sue raccolte di poesie, Il mio paese è la notte (1996) e La luna che trascorre (1998). La morte la coglie nella sua casa di Rapallo il 9 marzo 1998, all'età di 83 anni; le sue ceneri vengono tumulate nel cimitero monumentale di Staglieno a Genova.

## Giudizi critici
"Anna Maria Ortese muove dal "realismo magico" di Bontempelli, dei suoi primi racconti, all'invenzione fantastica di tipo surrealistico, all'argomentazione saggistica, alla documentazione neorealistica nei romanzi del dopoguerra, sino alla polemica morale delle ultime opere".
"Alcuni elementi tematici ritornano ossessivamente nelle opere della Ortese, richiamandosi a volte a distanza: ad esempio il motivo della "casa" come rifugio mitico e luogo di sentimenti estremi quali la felicità e l'angoscia. Ma tutto, luoghi e oggetti, assume... una carica simbolica e lirica con cui contrasta il realismo di reportages giornalistici, come Il mare non bagna Napoli".
"Nel lavoro di Ortese la descrizione dettagliata e minuta ha la capacità di dilatare i luoghi e di alimentare la percezione del fantastico e dell'irreale: l'opera letteraria mette dunque in atto tutto il proprio potere di disvelamento suggerendo, attraverso una narrazione visionaria ma precisa, l'esistenza di una realtà più complessa. Attraverso la costruzione della ′menzogna′ narrativa, che vuole però il travestimento puntuale del possibile, ci si avvicina, forse, alla comprensione del mistero.

## Teatro, cinema e televisione
- Da I ragazzi di Arese, racconto contenuto in Silenzio a Milano, fu realizzata un'inchiesta televisiva per la regia di Gianni Serra, trasmessa nel 1968 nell'ultima puntata di RT-Rotocalco Televisivo, programma giornalistico condotto da Enzo Biagi. I “ragazzi” nominati nel titolo del documentario erano i circa 200 “ospiti” di un grande “riformatorio” gestito dai Salesiani. Il documentario lasciava trasparire la profonda tristezza e la malinconica infelicità di quei ragazzi senza famiglia; il lunedì successivo alla messa in onda del documentario, la Rai ricevette la dura protesta dei Salesiani.
- Nel 2010 Paolo Poli ha portato in scena lo spettacolo teatrale Il mare, tratto dai racconti di Anna Maria Ortese.

## Intitolazioni
- I Comuni di Pomigliano d'Arco, Napoli e Potenza hanno intitolato una strada cittadina ad Anna Maria Ortese.

- Il Comune di Rapallo le ha dedicato i giardini sopra piazzale Escrivà, di fronte al teatro delle Clarisse, e ha posto una targa commemorativa sullo stabile di via Mameli 170, dove la scrittrice ha vissuto con la sorella Maria.

- Un premio speciale della giuria a suo nome è stato creato nell'ambito del Premio Rapallo Carige per la donna scrittrice.

- Nel 2001 la casa editrice Empiria ha bandito il Premio di Narrativa Anna Maria Ortese, dedicato a un racconto inedito in lingua italiana il cui tema veniva scelto in occasione del premio.[17] Il premio si chiuse con la terza edizione nel 2004.[18]

- Nel dicembre 2017 il Comune di Milano le ha intitolato un tratto viario nella zona CityLife.[19]

- Nel 2018 è stato creato il Premio L'Iguana, in onore della scrittrice. [20]

## Opere

### Romanzi
- L'iguana, Firenze: Vallecchi, 1965; Milano: BUR, 1978; Milano: Adelphi 1986.
- Poveri e semplici, Firenze: Vallecchi, 1967; Milano: BUR, 1974; Torino: Utet, 2006.
- Il porto di Toledo, Milano: Rizzoli, 1975; Milano: BUR, 1985; Milano: Adelphi 1998.
- Il cappello piumato, Milano: Mondadori, 1979.
- Il cardillo addolorato, Milano: Adelphi, 1993.
- Alonso e i visionari, Milano: Adelphi, 1996.

### Raccolte
- Romanzi I, a cura di Monica Farnetti, Milano: Adelphi, 2002 (comprende Poveri e semplici, Il cappello piumato e Il porto di Toledo).
- Romanzi II, a cura di Andrea Baldi, Monica Farnetti e Filippo Secchieri, Milano: Adelphi, 2005 (comprende L'iguana, Il cardillo addolorato e Alonso e i visionari).

### Racconti
- Angelici dolori, Bompiani, Milano 1937; ora Angelici dolori e altri racconti, a cura di Luca Clerici, Adelphi, Milano 2006 (contiene: Isola; Pellerossa:Solitario lume; Quartiere; Il capitano; Angelici dolori; L'avventura; Il sogno; La penna dell'angelo; La vita primitiva; La villa: Valentino; Sole di un sabato)
- L'Infanta sepolta, Milano sera, Milano 1950; Adelphi, Milano 2000, a cura di Monica Farnetti, con una notizia bibliografica di Giuseppe Iannaccone (contiene: Indifferenza della madre; Occhi obliqui; Supplizio; Le sei di sera; Stregata da una stanza; Il signor Lin; L'infanta sepolta; Jane e il mare; Carcere; Uomo nell'isola; Che, Che Cosa?; La collana dei tappi sacri; Un personaggio singolare; Il mare di Napoli; Gli Ombra; L'amico del principe; Grande Via)
- Il mare non bagna Napoli, Torino: Einaudi 1953; Firenze: Vallecchi 1967; Milano: BUR, 1975, con introduzione di Giulio Cattaneo; Milano: Adelphi, 1994, con due testi dell'autrice (contiene: Un paio di occhiali; Interno familiare; Oro a Forcella; La città involontaria; Il silenzio della ragione; Le Giacchette Grigie di Monte di Dio)
- I giorni del cielo, Milano: Arnoldo Mondadori Editore, 1958; (contiene una scelta di racconti tratti da Angelici dolori e da L'Infanta sepolta: L'Isola; Pellerossa; Solitario lume; La villa; Angelici dolori; L'avventura; Il sogno; La penna dell'angelo; Jane e il mare; Occhi obliqui; Supplizio; Indifferenza della madre; Il signor Lin; Le sei della sera; Vita di Dea; L'albero)
- La luna sul muro e altri racconti, Firenze: Vallecchi, 1968 (contiene: Il cappotto rosso; Un nuovo giorno; Masa; La luna sul muro; Di passaggio; L'incendio; L'emigrante)
- L'alone grigio, Firenze: Vallecchi, 1969 (contiene: Grande via; Un personaggio singolare; La scimmia di Mindanao; Nella chiesa di porto; Gli Ombra; Amico della notte; Supplizio; Occhi obliqui; Donat; L'Inquilino; Carcere; L'albero di neve; Fantasticherie; Viaggio d'inverno; L'alone grigio)
- Estivi terrori, postfazione di Adele Cambria, Catania: Pellicanolibri, 1987 (contiene quattro racconti scritti fra il 1950 e il 1960: La diligenza della capitale; Inglese a Roma; L'uomo della costa; Estivi terrori)
- La morte del Folletto, con disegni di Ulla Kampmann, Roma: Empiria, 1987
- In sonno e in veglia, Milano: Adelphi, 1987 (contiene: La casa del bosco; Folletto a Genova; la cura; Nebel; Il continente sommerso; Saluto di notte; Sulla terrazza sterminata; L'ultima lezione del signor Sulitjema (scherzo); Bambini della creazione; Piccolo drago - conversazione)
- Il monaciello di Napoli - Il fantasma, a cura di Giuseppe Iannaccone, Adelphi, Milano 2001 (due racconti originariamente pubblicati su «Ateneo Veneto», marzo/aprile 1940 e su «Nove Maggio» fra il 1941 e il 1942)
- Mistero doloroso, a cura e con un saggio di Monica Farnetti, Milano: Adelphi, 2010 (postumo, racconto inedito ritrovato fra le carte dell'autrice)

### Saggistica e scritti di viaggio
- Silenzio a Milano, Bari: Laterza, 1958; Milano: La Tartaruga, 1986 (raccoglie articoli pubblicati negli anni ‘50 su "L'Europeo" e "L'Unità")
- Il treno russo, a cura di Riccardo Reim, postfazione di Gualtiero De Santi, Catania: Pellicanolibri, 1983; Roma: Viviani, 1994 (contiene parte di un reportage pubblicato in sei puntate su "L'Europeo" tra il 14 novembre e il 19 dicembre 1954; ripubblicato integralmente in La lente scura)
- Il mormorio di Parigi, Roma-Napoli: Theoria, 1986 (raccoglie articoli pubblicati sul «Corriere d'Informazione» e sul «Mondo» intorno al 1961)
- La lente scura. Scritti di viaggio, a cura di Luca Clerici, Milano: Marcos y Marcos, 1991; Milano: Adelphi, 2004 (raccoglie tutti gli scritti di viaggio originariamente usciti su varie testate fra il 1939 e il 1964 più sedici reportage mai raccolti prima in volume)
- Le giacchette grigie della Nunziatella, in Sud, giornale di cultura 1945-1947, ristampa anastatica, a cura di Giuseppe Di Costanzo, Bari: Palomar, 1994
- Corpo celeste, Milano: Adelphi, 1997 (contiene scritti datati fra il 1974 e il 1989)
- Da Moby Dick all'Orsa Bianca. Scritti sulla letteratura e sull'arte, a cura e con un saggio di Monica Farnetti, Milano: Adelphi, 2011 (contiene scritti letterari pubblicati dal 1939 al 1994; in appendice sette lettere inedite dell'autrice)
- Le Piccole Persone. In difesa degli animali e altri scritti, a cura di Angela Borghesi, Milano: Adelphi 2016 (contiene ventitré scritti inediti e tredici articoli mai raccolti in volume; in appendice un questionario rivolto alle scuole e una lettera inedita a Guido Ceronetti)

### Poesie
- La carrozza di Jane, Lugano: Laghi di Plitvice, 1988
- Il mio paese è la notte, Roma: Empiria, 1996
- La luna che trascorre. Poesie inedite (1930-1980), a cura di Giacinto Spagnoletti, Roma: Empiria, 1998

### Teatro
- Il vento passa, introduzione di Giorgio Patrizi, Roma: Empiria, 2008 (in appendice una lettera inedita dell'autrice e un testo critico di Giacinto Spagnoletti)

### Epistolari
- Alla luce del Sud. Lettere a Pasquale Prunas 1946-59, a cura di Renata Prunas e Giuseppe Di Costanzo, Milano: Archinto, 2006
- Bellezza, addio. Lettere di Anna Maria Ortese a Dario Bellezza 1972/1992, a cura di Adelia Battista, Milano: Archinto, 2011
- Possibilmente il più innocente. Lettere a Franz Haas 1990-98, a cura di Francesco Rognoni e di Franz Haas, Sedizioni, Mergozzo, 2016

### Traduzioni
- Zoé Oldenbourg, Argilla: romanzo, Milano: Mondadori, 1951